# Penisola del Capo
La penisola del Capo è una penisola rocciosa situata in Sudafrica, nella provincia del Capo Occidentale, e costituisce l'estremità sudoccidentale del continente. Si spinge per circa 75 km nell'oceano Atlantico, per un'area complessiva di circa 460 km², da Città del Capo a nord fino al capo di Buona Speranza, da cui la penisola stessa prende il nome.

## Geografia

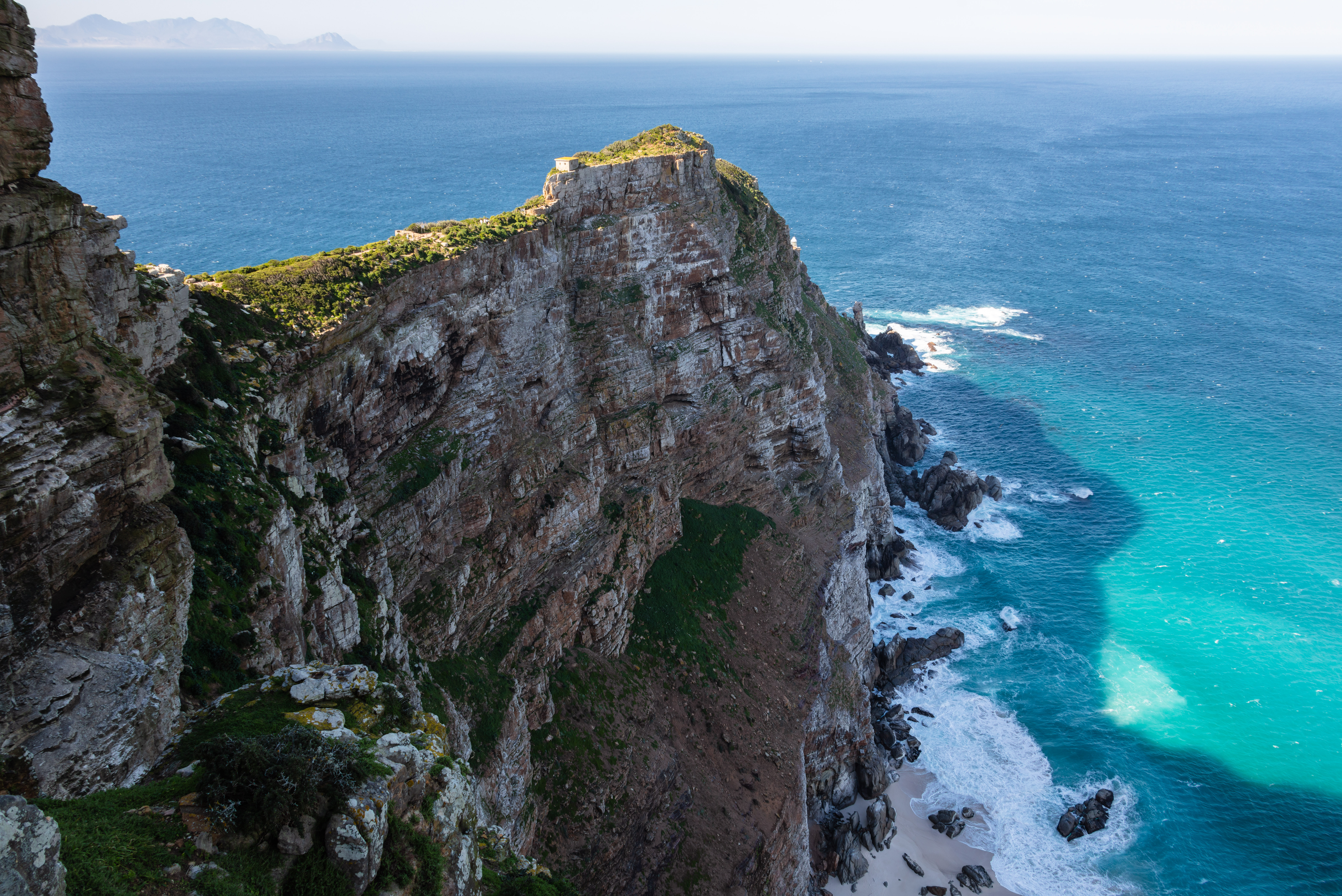
Cape Point

La penisola era originariamente un'isola, unitasi al continente circa sessanta milioni di anni fa in seguito all'emersione di quelle che oggi vengono chiamate Cape Flats ("pianure del Capo"). L'estremità settentrionale della penisola corrisponde al complesso di rilievi a cui appartiene la montagna della Tavola che sovrasta Città del Capo. La penisola è stretta e lunga e la maggior parte dei centri abitati si trova sulle coste. La costa occidentale si affaccia sull'oceano aperto; quella orientale sulla grande insenatura della Falsa Baia.
Gran parte del territorio della penisola fa parte del parco naturale di Table Mountain National Park costituito da diverse zone non contigue fra loro e di cui la parte più meridionale era, fino al 1998, chiamata Cape of Good Hope Nature Reserve. Sulla costa occidentale, a sud di Capetown, si trova la cittadina di Hout Bay ("baia del legno" in afrikaans), importante centro della pesca e della lavorazione dei gamberi. Antistante Hout Bay si trova l'isola di Duiker Island, nota per le grandi colonie di foche. Da Hout Bay parte una celebre strada panoramica, la Chapman's Peak Drive, realizzata fra il 1915 e il 1922. La strada prende il nome dal vicino picco di Chapman's Peak; costeggia la penisola per 10 km e conduce fino alle spiagge selvagge di Noordhoeak.
La punta meridionale dell'isola è completamente adibita a parco naturale; vi si trovano il Capo di Buona Speranza, estremità meridionale della penisola, e Cape Point, poco distante dal vero e proprio "Capo" e caratterizzato da un panorama più suggestivo. La costa orientale si affaccia sulla Falsa baia. Procedendo da nord a sud, si incontrano spiagge da surf e numerose cittadine balneari. Fra le più importanti si può citare Muizenberg, località turistica già in epoca vittoriana (Rudyard Kipling ne era notoriamente un assiduo frequentatore). Un susseguirsi di altre baie e spiagge (fra cui quelle di Kalk Bay e di Fish Hoek) conduce a Simon's Town, città da sempre adibita a base della marina militare e nota ai turisti soprattutto per la colonia di pinguini "jackass" che abita la spiaggia di Boulders Beach.

## Storia della penisola

### Le prime esplorazioni

Carta del 1888

La scoperta del Capo di Buona Speranza da parte di Bartolomeu Dias, avvenuta nel 1487, rappresentò per i portoghesi il coronamento delle speranze di trovare una via marittima verso le Indie. Dias riuscì a passare il Capo ma non si spinse a est oltre Port Elizabeth (morì poi presso il Capo mentre tornava verso il Portogallo); Vasco da Gama, pochi anni dopo, completò il tragitto giungendo fino alle Indie, in un viaggio che ridisegnò le mappe del mondo medioevali con effetti secondi solo a quelli della scoperta delle Americhe.
Pur avendo doppiato il Capo, i portoghesi non costruirono insediamenti nella zona; data la pericolosità delle acque all'estremo sud del continente, preferirono utilizzare come scali l'isola di Sant'Elena e il Mozambico.

### L'insediamento boero
Furono invece gli olandesi a decidere di creare presso il Capo un punto d'approdo e di rifornimento per le navi della Compagnia Olandese delle Indie Orientali. Il mercante Jan van Riebeeck creò il primo campo di rifornimento il 6 aprile 1652, a Table Bay, la vasta insenatura sull'Atlantico su cui si affaccia oggi Città del Capo. I coloni insediatisi sulla baia non avevano mire espansionistiche e riuscirono a stabilire rapporti di buon vicinato con le popolazioni locali khoisan. Vennero chiamati boeri, da "contadini". Gran parte dell'immigrazione di coloni dall'Europa ebbe luogo nel 1687, quando il governo olandese inviò nella zona un gruppo di Ugonotti rifugiatisi nei Paesi Bassi dalla Francia per sfuggire alla persecuzione religiosa.

### L'occupazione britannica

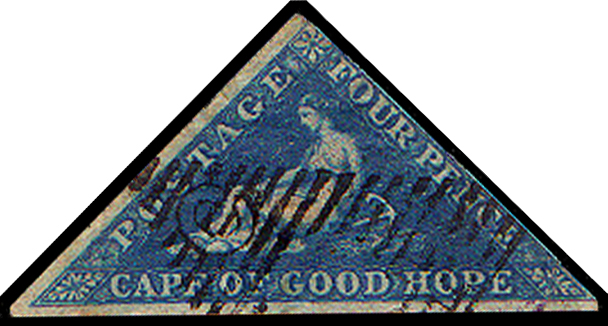
Francobollo triangolare del Capo di Buona Speranza

Durante l'espansione napoleonica in Europa, e in particolare dopo la caduta dei Paesi Bassi, gli inglesi decisero di occupare il Capo per prevenire un eventuale intervento francese nella zona. L'esercito inglese ebbe facilmente ragione dei boeri e l'occupazione ufficiale avvenne il 19 gennaio 1806. Negli anni successivi gli inglesi usarono il Capo come punto di partenza per l'espansione verso est. A scapito degli xhosa e degli zulu, gli inglesi giunsero infine fino a Durban, sulla costa orientale del Sudafrica.
La zona del Capo venne ceduta definitivamente ai britannici con il Trattato Anglo-Olandese del 1814 e da quel momento amministrata come Colonia del Capo. L'occupazione inglese creò numerosi motivi di insoddisfazione per i coloni boeri (uno fra tutti, l'abolizione della schiavitù). Moltissimi coloni lasciarono il Capo per spingersi all'interno come pionieri (il fenomeno dei cosiddetti Voortrekker).